# Pasturma

Pasturma

Pasturma (pastourma) – suszona wołowina o zdecydowanym smaku i wyrazistym aromacie. Polecana jest do wytrawnego, czerwonego wina. Można podawać ją pokrojoną w cienkie plastry, na platerowym półmisku w otoczeniu koktajlowych pomidorków i pikli. Można serwować też pasturmę na pieczonej fasoli z czerwonym pieprzem oraz sosem chaimen. Pasturma jest przysmakiem kuchni tureckiej.
Przywędrowała do Polski wraz z armią Czyngis-chana na początku XII wieku. W ówczesnym okresie polędwicę najpierw nasalano, po jednym dniu wypłukiwano sól i nadawano jej formę odpowiednią do transportu. Następnie powtórnie konserwowano, dokładając tym razem na mięso grubą otoczkę z przypraw. Tak przygotowana pasturma, zabierana w drogę przez tatarskich jeźdźców, dojrzewała przynajmniej przez 3 tygodnie na ostrym słońcu i wietrze. Mięso w tym czasie kruszało i nabierało aromatu ziół. W wersji domowej – jeśli była taka możliwość – dodatkowo leżakowano mięso, wkładając je na tydzień do ciemnego, chłodnego pomieszczenia. 
Współczesny proces produkcji pasturmy nie odbiega znacznie od historycznego, dodatkowo jednak pasturma bywa podwędzana. Inne wędliny należące do tego samego gatunku to kaukaska basturma i pastrami.

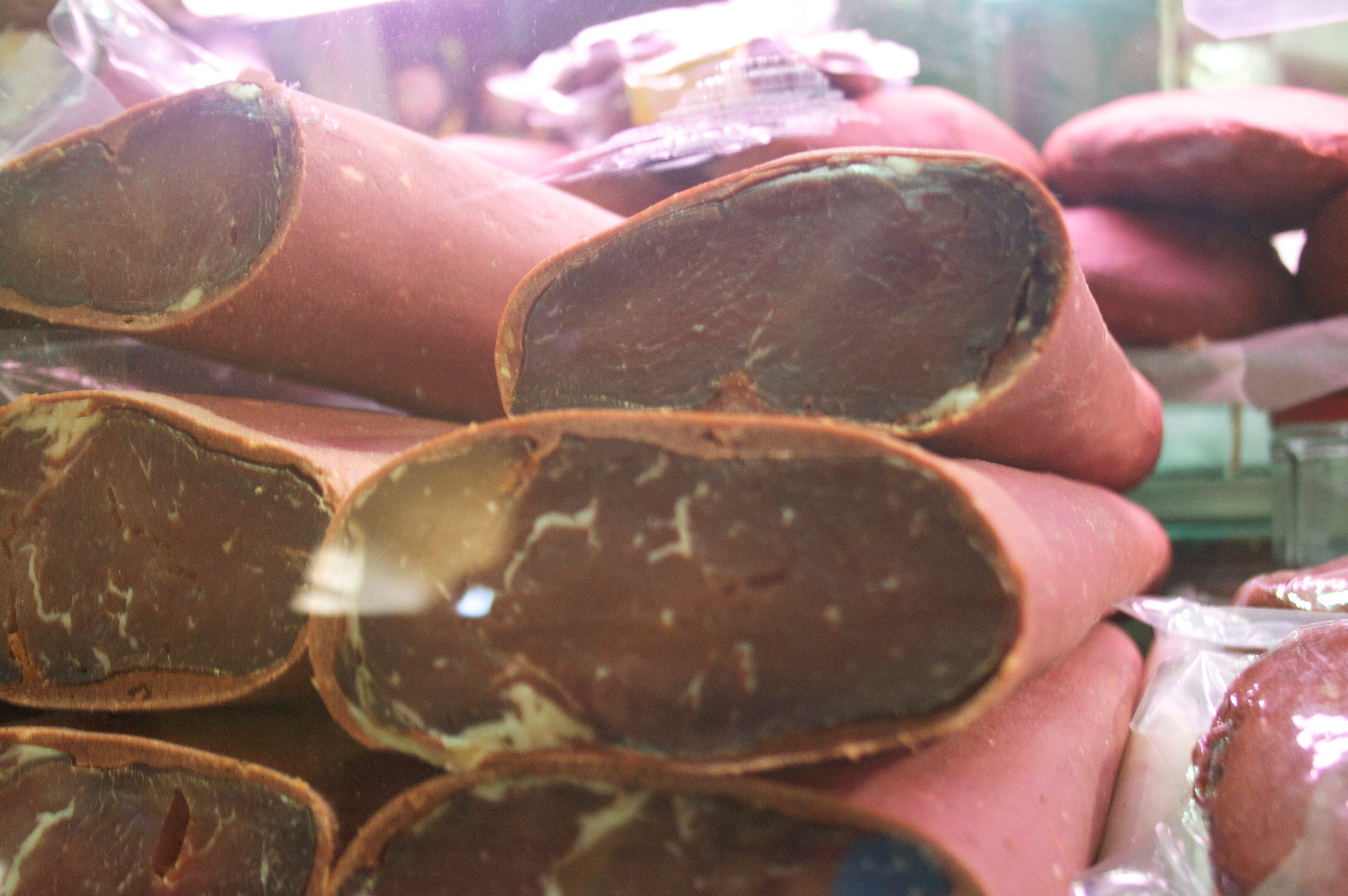
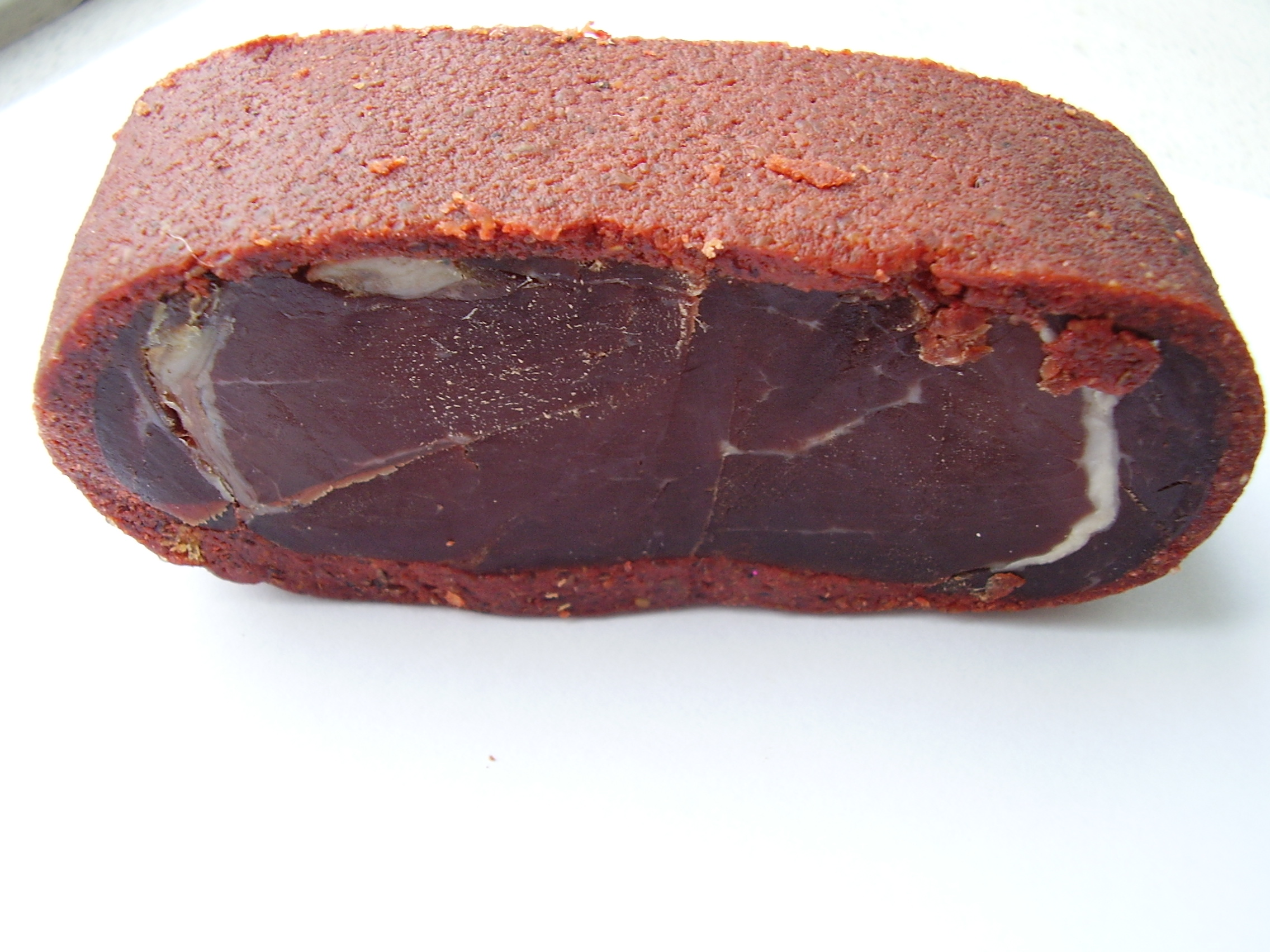
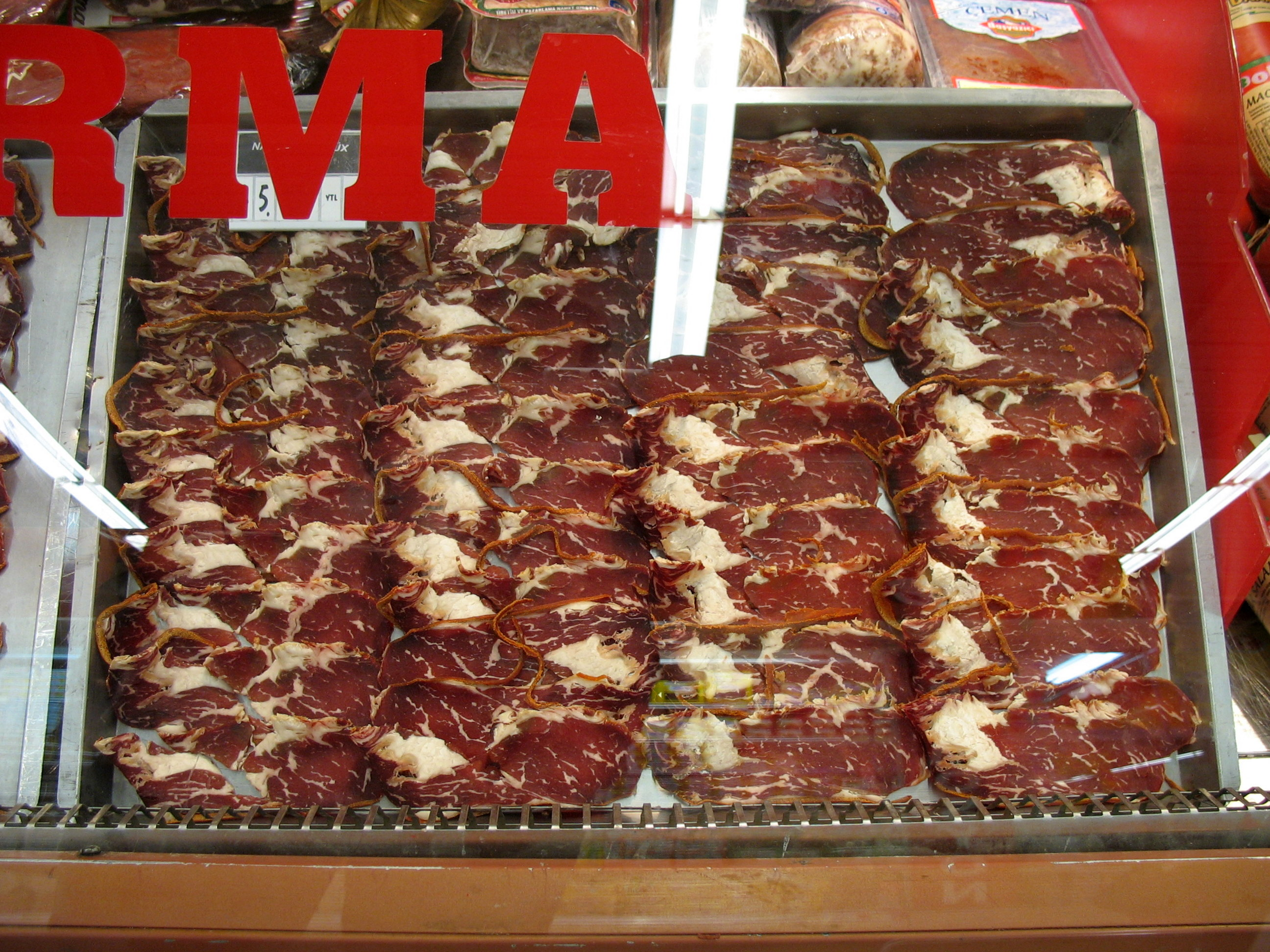